# Scheol
Scheol (hebräisch שְׁאוֹל Šəʾōl) kommt im Tanach 66 Mal vor und ist ein Ort der Finsternis, zu dem alle Toten gehen, sowohl die Gerechten als auch die Ungerechten, ein Ort der Stille und Dunkelheit, der vom Leben abgeschnitten ist.

## Bedeutung
Die Gelehrten diskutieren noch heute darüber, ob Scheol nun ausschließlich Grab oder auch Totenwelt oder sogar Hölle bedeutet. Das hebräische Wort hat in vielen anderen semitischen Sprachen keine Entsprechung. Im Amharischen findet sich allerdings das Wort siol (ሲኦል), im Syriakischen das Wort schiul  und in Tigrinya (Äthiopien, Eritrea) der Begriff schaul. Der Hebraist und Theologe Ludwig Köhler leitet scheol von einer Wurzel ab, die verwüstet sein bedeutet. Wie Roger Liebi, ein Bibelexeget, erklärt, leitet sich das Wort von sha’al ab, das verlangen, fordern bedeutet. Seine Etymologie bleibt aber weiterhin ungeklärt. Es wird im Tanach stets ohne bestimmten Artikel verwendet und ist deshalb vermutlich ein Eigenname. In der Bibel wird Scheol ausnahmslos mit Tod, nie mit Leben in Verbindung gebracht. Die griechische Übersetzung des Alten Testaments, die Septuaginta, verwendet an den entsprechenden Stellen das griechische Wort Hades (Ἅδης, z. B. in Ps 16,10 ). Das griechische Neue Testament greift diese Übersetzungswahl auf, z. B. in (Apostelgeschichte 2,27 ).
Alte Bibelübersetzungen ins Deutsche gebrauchten zumeist das Wort „Hölle“, siehe z. B. Psalm 16,10 in der Lutherübersetzung von 1545. Neuere deutschsprachige Bibelübersetzungen verwenden meist Begriffe aus dem Wortfeld „Totenreich“.

## Interpretationen
JHWH Gott herrscht über den Scheol und kann Tote von dort wieder zurückführen (1 Sam 2,6 ): 

„Der HERR tötet und macht lebendig; er führt in den Scheol hinab und führt herauf.“

Der Scheol liegt in den Tiefen der Erde und stellt zusammen mit Abaddon und Gehinnom eine der Abteilungen der Unterwelt dar.
Im Buch Daniel sind die Toten einfach die, „die im Staub der Erde schlafen“ (Daniel 12,2 ). Staub der Erde ist hier ein anderer Ausdruck für Scheol. In den Psalmen steht der Scheol oft in poetischer Parallele zum Tod – mit synonymer Bedeutung (Psalm 6,6 ); (Psalm 89,49 ); (Psalm 116,3 ). Der Scheol-Tod ist kein Ende der Existenz, sondern ein Abwarten auf eine Auferstehung (Psalm 16,10 ); (Psalm 49,16 ).
Im christlichen Glauben wird der Scheol (griech. Hades) ebenfalls als Aufenthaltsort der Toten gesehen. Er wird in zwei Bereiche unterteilt, in einen Ort für Erlöste und einen für Verlorene (Lukas 10,15 ), die voneinander getrennt sind (Lukas 16,26 ).
- Der Ort für die Erlösten wird Paradies oder metaphorisch „Schoß Abrahams“ genannt (Lukas 16,11–31 ELB). Da Abraham als „Vater aller Glaubenden“ gilt (Röm 4,16 ELB), ist der „Schoß Abrahams“ ein Ort der Ruhe im Scheol für jene, die vor Christi Auferstehung im Glauben an Gottes prophetische Opfer glaubten und dadurch gerechtfertigt gestorben sind.
- Im Ort für die Verlorenen warten die Verdammten auf ihr Endgericht.

Jesus Christus ist Herr der Toten und Lebenden und hat die Schlüssel des Todes und des Totenreichs (Römer 14,9 ); (Offenbarung 1,18 ). So ist dieser Ort nicht das endgültige Ziel der Toten, denn dem christlichen Glauben gemäß wird der Scheol (Hades) nach dem Millennium geleert und schließlich vernichtet (Offenbarung 20,13-14 ).